# Єрьомін Олександр Дмитрович
Олександр Дмитрович Єрьомін — Радник заступника голови КМДА з питань роботи з військовими. Відомий український фізіотерапевт, реабілітолог, засновник реабілітаційного центру Eremin Center. Автор методики статично-динамічної фізичної реабілітації опорно-рухової системи Олександра Єрьоміна.

## Освіта
Отримав ступінь магістра в Національному університеті фізичного виховання і спорту України.
Магістр Isar Klinikum (Мюнхен, Німеччина) за спеціалізацією «Фізична реабілітація після артроскопії колінного суглоба» та Charité (Берлін, Німеччина) за спеціалізацією «Фізична реабілітація після артроскопії суглобової губи суглоба плеча».
Стажувався в Assuta Medical Center в Ізраїлі за спеціалізацією «Фізична реабілітація».
Закінчив курс прикладної функціональної науки про рух в 3D.

## Професійна діяльність
Був фізіотерапевтом в низці відомих українських спортивних команд та національних збірних з різних видів спорту:
- фізіотерапевт ФК «Шахтар»

- фізіотерапевт Збірної України з гандболу

- фізіотерапевт Збірної України з баскетболу

- фізіотерапевт Збірної України з пляжного футболу

- фізіотерапевт Збірної України Алтимат фрізбі

- фізіотерапевт Збірної України з кікбоксингу

- фізіотерапевт Збірної України з тхеквондо

- фізіотерапевт Збірної України з хокею

- фізіотерапевт Збірної України з легкої атлетики[6]

В 2021 році  — провідний тренер Національної збірної команди України з фехтування.
З 2022 року займається реабілітацією поранених військових Збройних Сил України.
З 2024 року - радник заступника голови КМДА Пателеєва П. О. на громадських засадах з питань роботи з військовими.